# إيهورومبي
إيهورومبي (بالفرنسية: Ihorombe)‏ هي منطقة في مدغشقر. وتحدها منطقة هوت ماتسياترا من الشمال، أتسیمو-أتسينانانا من الشرق، أنوسي من الجنوب وأتسيمو-أندرفانا من الغرب. عاصمتها هي إيهوسي ويُقَدَّر عدد سكانها بـ 312,307 نسمة في عام 2013. تبلغ مساحة إيهورومبي 26.391 كلم مربع (10190 ميل مربع) ولها أقل كثافة سكانية بين المناطق الملغاشية.

## التقسيمات الإدارية
تنقسم منطقة إيهورومبي إلى ثلاث مقاطعات، تنقسم إلى 24 بلدية.
- Iakora District
- Ihosy District
- Ivohibe District